# Trachselwald
Trachselwald (berndeutsch Trachsuwaud [ˈtrɑχsʊˌʋɑɯd] oder kurz Trachsu [ˈtrɑχsʊ]) ist eine Einwohnergemeinde im  Schweizer Kanton Bern. Sie gehört zum Verwaltungskreis Emmental.

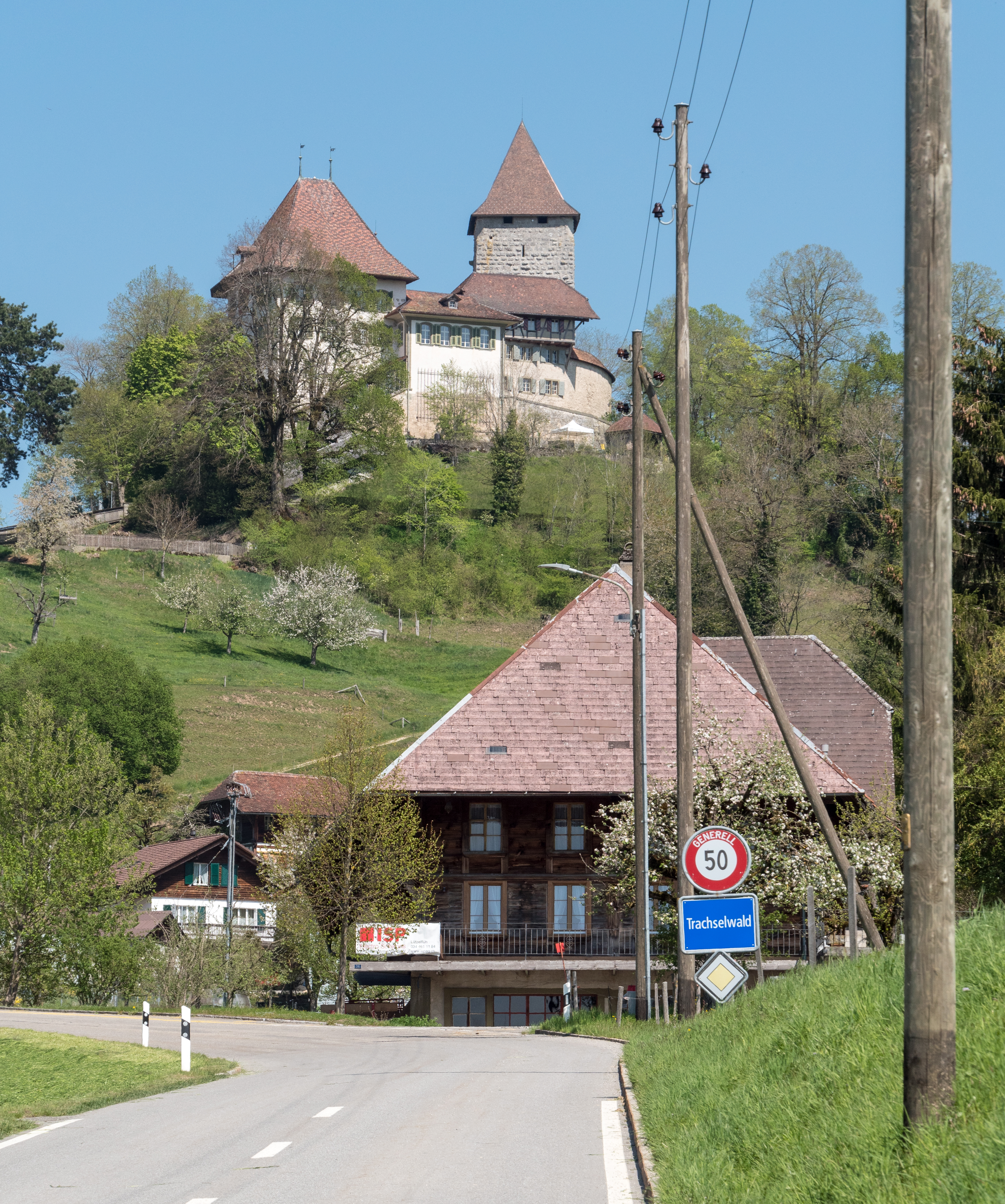
Ortseingang und Schloss Trachselwald

## Geographie
Das Gemeindegebiet liegt östlich der Emme und südlich der Grünen im unteren Emmental und umfasst hauptsächlich die Talschaft Heimisbach mit den Orten Chramershus und Thal. Das Dorf Trachselwald selbst liegt dicht an der westlichen Gemeindegrenze. Die Nachbargemeinden im Norden beginnend im Uhrzeigersinn sind Lützelflüh, Sumiswald, Trub, Langnau im Emmental, Lauperswil  und  Rüderswil.

## Geschichte

Luftbild aus 300 m von Walter Mittelholzer (1922)

Der Name der Gemeinde ist eine Zusammensetzung aus der Berufsbezeichnung «Drechsler» (althochdeutsch trāhsil) und dem Gattungswort Wald und bedeutet damit «Drechsler-Wald». Erstmals urkundlich erwähnt wird der Ort um 1131 als Trahselwalt.
Die ältesten Teile des  Schlosses Trachselwald stammen noch aus dem späten 12. Jahrhundert. Die Burg und das Dorf gehörten damals den Freiherren von Trachselwald. 1241 ist ein Freiherr von Trachselwald als kyburgischer Dienstmann belegt. Später im 13. Jahrhundert verkaufte dann ein offenbar verarmter Junker Thüring von Trachselwald seine Ansprüche.
Trachselwald fiel an die Freiherren von Rüti bei Lyssach und schliesslich an die von Sumiswald, bis die Herrschaft 1408 an die Stadt Bern verkauft wurde. Das Schloss wurde daraufhin als Sitz der Landvogtei Trachselwald verwendet.
Das Wappen der Vogtei wurde ab etwa 1500 auf Berner Ämterscheiben dargestellt, im frühen 16. Jahrhundert war es ein goldener (manchmal silberner) Baum, der anstelle eines Wurzelstocks in einen Stern mündet. Seit der 2. Hälfte des 16. Jahrhunderts wird der Baum mit Wurzelstock dargestellt, und der Stern steht im Eck. Dieses Wappen wurde (mit einer grünen Tanne anstelle des goldenen Baums) zur Grundlage des modernen Gemeindewappens.
1574 wurde das Dorf durch einen Brand vernichtet. Im Zuge des Schweizer Bauernkrieges fand am 3. April 1653 im Gasthof «Tanne» eine Versammlung statt, bei welcher der Bauernführer Niklaus Leuenberger seinen ersten öffentlichen Auftritt hatte. Am 19. Juni wurde er verhaftet und bis zu seiner Hinrichtung am 27. August im Bergfried des Schlosses gefangen gehalten.
Die zur Gemeinde Trachselwald gehörige Talschaft Heimisbach hiess bis 1967 «Dürrgraben». Am 1. Januar 1968 erhielt sie zum 100. Geburtstag des Mundartschriftstellers Simon Gfeller, nach dem Titel seines Erstlingswerks von 1910, ihren heutigen Namen.

## Bevölkerung
| Jahr      | 1900 | 1950 | 1970 | 1980 | 1990 | 2002 | 2009 | 2012 | 2015 | 2023 |
| Einwohner | 1473 | 1393 | 1199 | 1054 | 1046 | 1078 | 1047 | 995  | 977  | 912  |

## Politik
Die Stimmenanteile der Parteien anlässlich der Nationalratswahl 2023 betrugen: SVP 54,9 % (+1,9 %), EDU 8,5 % (+2,9 %), GPS 7,5 % (−0,5 %), Mitte 6,5 % (−6,5 %), SP 6,4 % (+0,6 %), glp 3,9 % (+0,6 %), EVP 3,5 % (+0,2 %), FDP 3,1 % (−0,3 %).

## Kunst und Kultur
Der barocke Neubau der reformierten Kirche Trachselwald erfolgte 1685 nach Plänen von Abraham Dünz.
Die ältesten Teile des Schlosses stammen aus der 2. Hälfte des 12. Jahrhunderts; bis Ende 2009 befand sich hier der Sitz des Regierungsstatthalters des Amtes Trachselwald (seit dem 1. Januar 2010 gehört die Gemeinde Trachselwald zum Verwaltungskreis Emmental).
Seit März 2003 logiert in den Räumen der 1614 erbauten ehemaligen Amtsschaffnerei das Schweizer Zither-Kultur-Zentrum, das seit Februar 1999 existiert und zunächst in Konolfingen beheimatet war.
Im alten Schulhaus Thal in Heimisbach, wo Simon Gfeller von 1875 bis 1884 zur Schule gegangen war, besteht seit 1970 für ihn eine Gedenkstube.

## Persönlichkeiten
- Johann Rudolf Gruner (1680–1761), von 1707 bis 1725 Pfarrer in Trachselwald
- Gottlieb Sigmund Gruner (1717–1778), geboren in Trachselwald, Naturforscher
- Sigismond Louis Lerber (1723–1783), Rechtswissenschaftler, Dichter, Richter und Politiker, von 1763 bis 1770 Landvogt
- Fritz Berger (1868–1950), geboren in Trachselwald, Gründer der Gemeinde für Christus
- Simon Gfeller (1868–1943), geboren in Trachselwald, Lehrer und Mundartschriftsteller
- Leah Hirsig (1883–1975), geboren in Trachselwald, Okkultistin, Partnerin von Aleister Crowley
- Alfred Fankhauser (1911–1979), Politiker

## Bilder

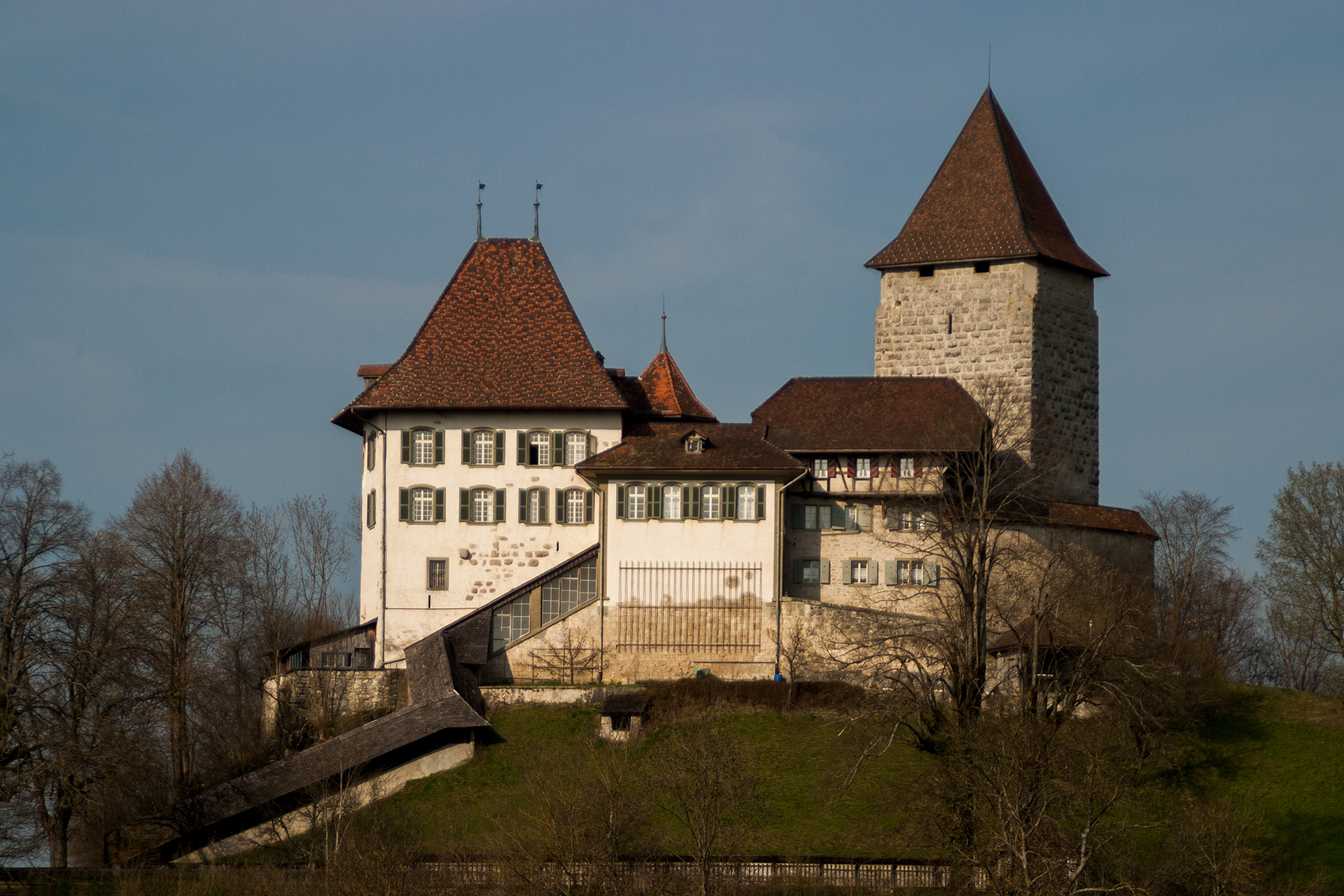
Schloss Trachselwald
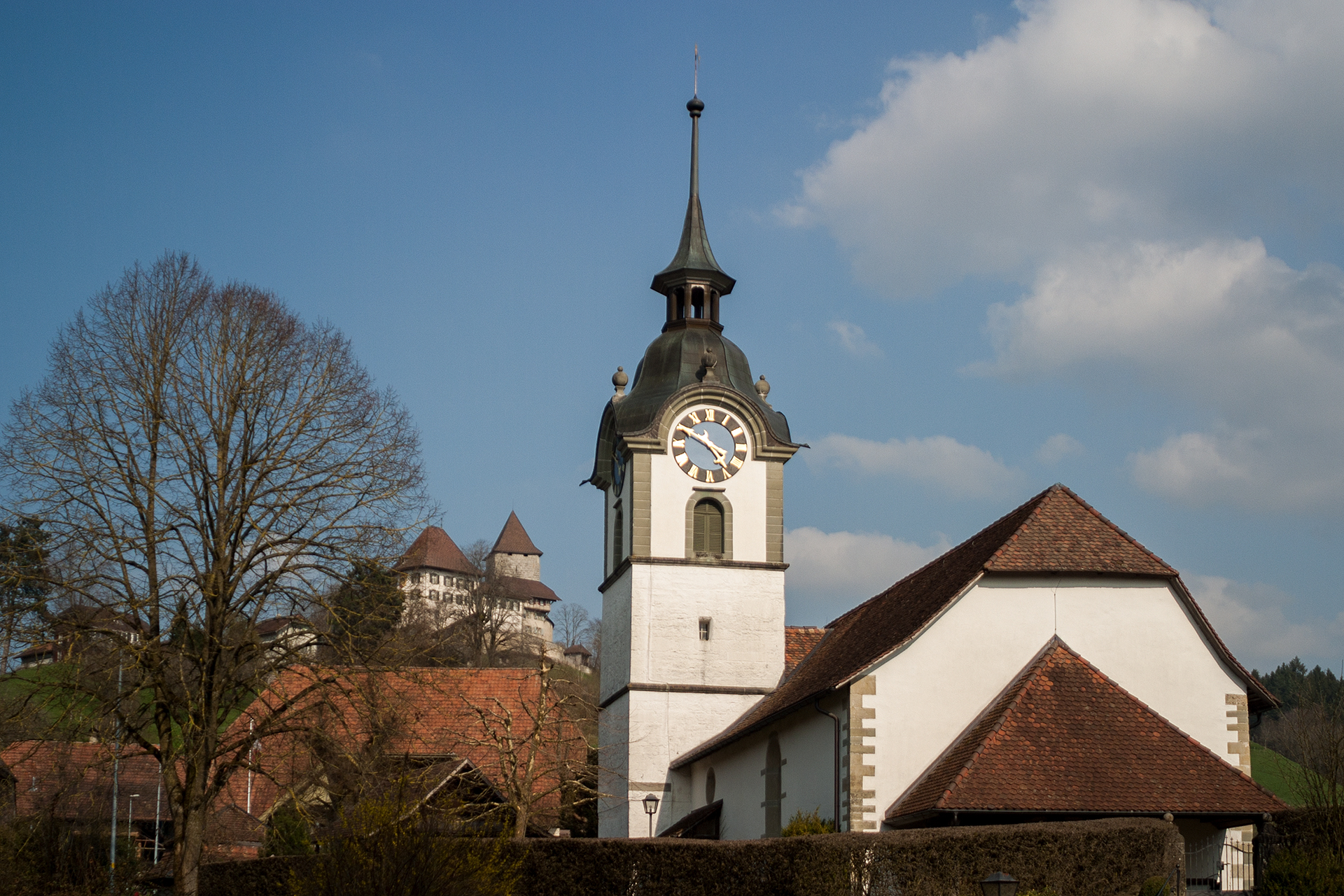
Kirche und Schloss
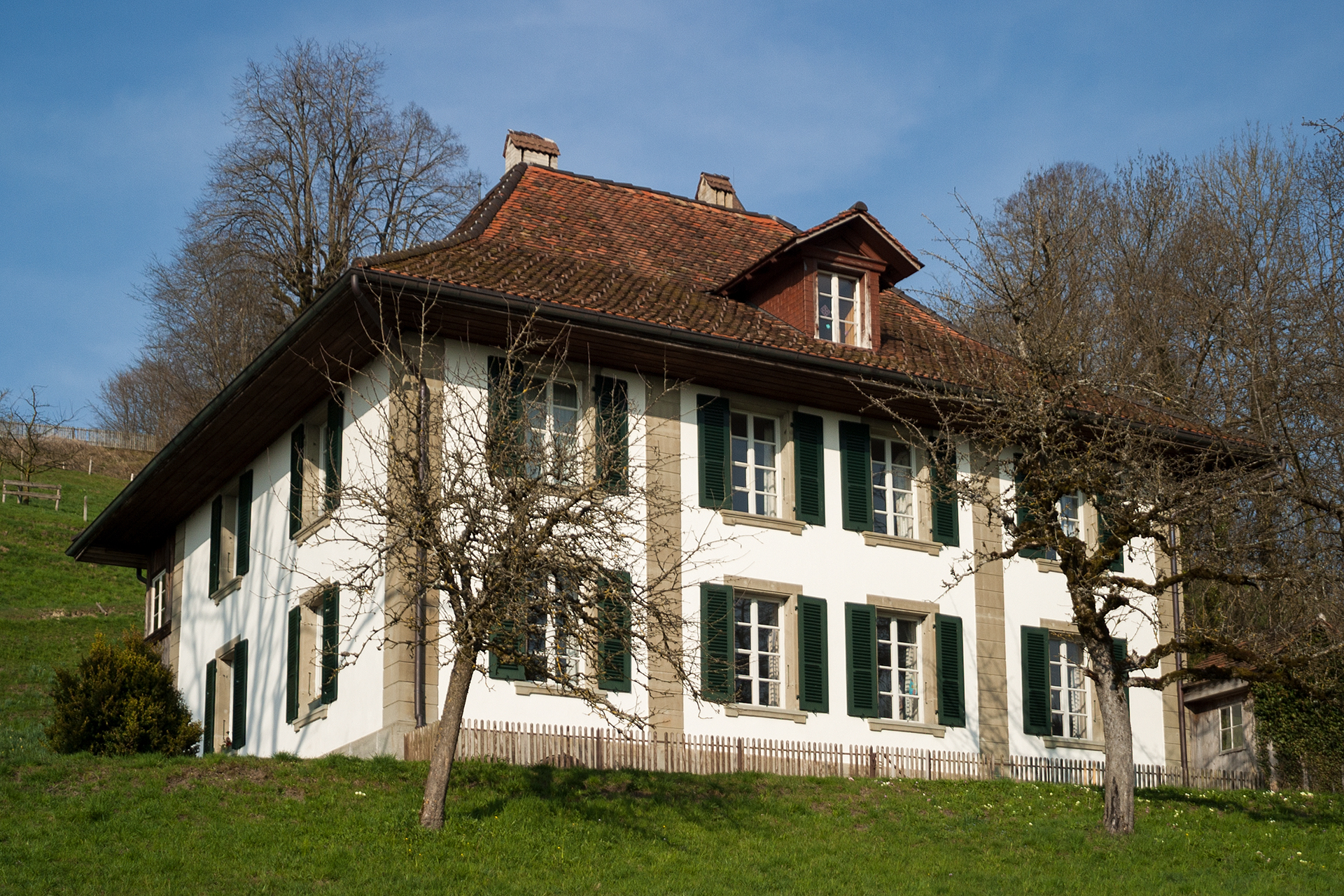
Pfarrhaus
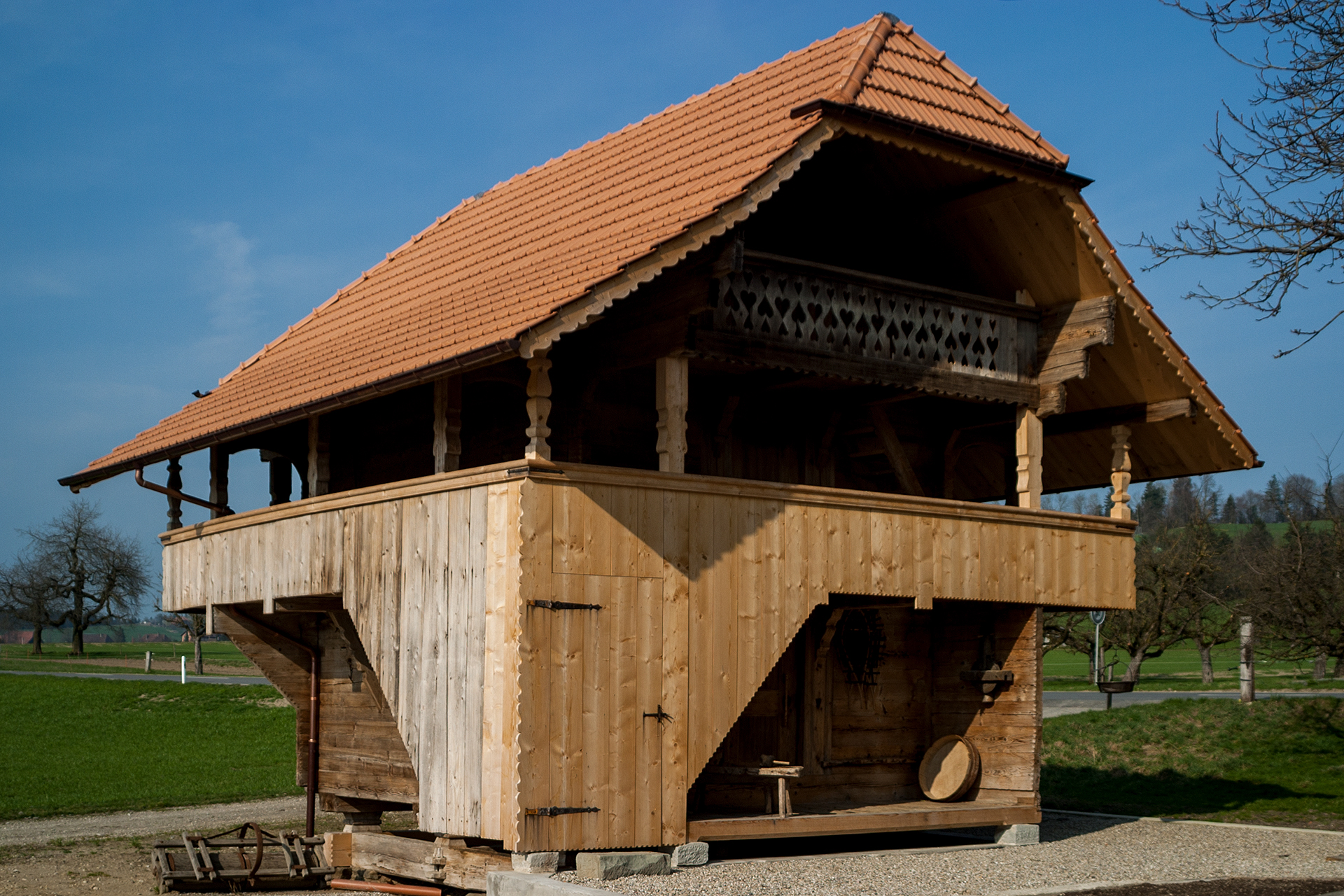
Spycher